# Џорџ Мајкан
Џорџ Мајкан (енгл. George Lawrence Mikan Jr.; Џолијет, 18. јун 1924 — Скотсдејл, 1. јун 2005) био је амерички професионални кошаркаш.
Играо је на позицији центра и са 2,08 m је био први горостас и доминантни центар у историји НБА лиге. Двоструки је шампион НБЛ лиге, као и петоструки шампион НБА лиге са екипом Лејкерса, која је тих година била у Минеаполису. Члан је кошаркашке куће славних од 1959. године и 1996. године је изабран међу 50 најбољих играча у историји НБА лиге.

## Каријера
Џорџ Мајкан се родио у Џолијету, у савезоној држави Илиноис. Иако на почетку свог школовања није имао идеју да се бави спортом, због наглог раста убрзо се заинтересовао за кошарку. Кошарку је открио у средњој школи, али је једног дана у школи пао и тако тешко поломио ногу да је породични лекар дискретно скренуо пажњу родитељима да ће бити добро ако момак не остане инвалид, о кошарци није смео више ни да размишља. Осам месеци провео је у кревету и за то време порастао 18 центиметара. Након тога наставља да игра кошарку на Депол Универзитету, где га је тренирано Реј Мејер. Управо је он на Џорџа имао највећи утицај. Због своје висине и корпуленције није био превише покретан и имао је проблема са основним кретњама. Међутим свакодневним радом са тренером је успео да то доведе на завидан ниво и буде потпуно атлетски спреман за наставак кошаркашке каријере.

### Професионална каријера
Професионалну кошаркашку каријеу започео је у Националној кошаркашкој лиги наступајући са екипу из Чикага. Мајкан је предводио Чикаго Гирсе до титуле 1947. године, и био увршћен у најбољи тим шампионата.
Након распада клуба прелази у Минеаполис Лејкерсе. У првој сезони са Лејкерсима био је најбољи стрелац лиге са 1195 поена, и једини који је прбацио цифру од 1000 поена. Следеће сезоне Лејкерси прелазе да играју лигу Кошаркашке асоцијације Америке, и такође долазе до титуле шампиона лиге.
1949. године ове две лиге се уједињују и настаје НБА лига, у којој Лејкерси узимају учешће. Мајкан је предводио лигу као најбољи стрелац са 27,4 поена по утакмиц, и своје Лејкерсе до титуле шаммпиона новоформиране лиге. У сезони 1950/51. још више поправља свој статистички учинак када просечно постиже импресивних 28,4 поена по утакмици. Те сезоне је одиграна једна од најконтравезнијих кошаркашких утакмица у историји. Наиме, на утакмици против Лејкерса, Пистонси су успели да дођу до вођства од 19-18. Бојећи се да ће Мајкан успети да врати Лејкерсе у игру они су све време добацивали лопту далеко од Мајкана и тако завршили утакмицу. Да подсетимо у то време није било временског ограничења напада. Џорџ Мајкан са Лејкерсим осваја титуле још три пута од 1952. до 1954. године. Он је био толико доминантан да је лига била принуђена да мења правила игре, попут ограничења времена и силазне путање лопте.  У последљој сезони долази до у то време фантастичног просека од 18,1 поена, 14,3 скокова и 2,4 асистенције по утакмици. Џорџ Мајкан се још једном враћа у Лејкерсе 1956. године али не успева да дође до титуле. Џорџ Мајкан је окончао каријеру са 10.156 поена и тако постао први кошаркаш у историји НБА који је прешао бројку од 10.000 поена.  Колика је  криза и рупа остала за њим у Лејкерсима довољно говори податак да је клуб продат и премештен у далеки Лос Анђелес.

### НБА статистика у каријери
| † | Године када је Мајкан освајао НБА шампионат |

#### Регуларни део сезоне
| Сезона   | Тим                | ОУ  | МПУ  | ПШ%  | СБ%  | СПУ   | АПУ | ППУ   |
| -------- | ------------------ | --- | ---- | ---- | ---- | ----- | --- | ----- |
| 1948–49† | Минеаполис лејкерс | 60  | –    | .416 | .772 | –     | 3.6 | 28.3* |
| 1949–50† | Минеаполис лејкерс | 68  | –    | .407 | .779 | –     | 2.9 | 27.4* |
| 1950–51  | Минеаполис лејкерс | 68  | –    | .428 | .803 | 14.1  | 3.1 | 28.4* |
| 1951–52† | Минеаполис лејкерс | 64  | 40.2 | .385 | .780 | 13.5* | 3.0 | 23.8  |
| 1952–53† | Минеаполис лејкерс | 70  | 37.9 | .399 | .780 | 14.4* | 2.9 | 20.6  |
| 1953–54† | Минеаполис лејкерс | 72  | 32.8 | .380 | .777 | 14.3  | 2.4 | 18.1  |
| 1955–56  | Минеаполис лејкерс | 37  | 20.7 | .395 | .770 | 8.3   | 1.4 | 10.5  |
| Каријера | Каријера           | 439 | 34.4 | .404 | .782 | 13.4  | 2.8 | 23.1  |
| Ол стар  | Ол стар            | 4   | 25.0 | .350 | .815 | 12.8  | 1.8 | 19.5  |

#### Плејоф
| Година   | Тим                | ОУ | МПУ  | ПШ%  | СБ%  | СПУ  | АПУ | ППУ  |
| -------- | ------------------ | -- | ---- | ---- | ---- | ---- | --- | ---- |
| 1949†    | Минеаполис лејкерс | 10 | –    | .454 | .802 | –    | 2.1 | 30.3 |
| 1950†    | Минеаполис лејкерс | 12 | –    | .383 | .788 | –    | 3.0 | 31.3 |
| 1951     | Минеаполис лејкерс | 7  | –    | .408 | .800 | 10.6 | 1.3 | 24.0 |
| 1952†    | Минеаполис лејкерс | 13 | 42.5 | .379 | .790 | 15.9 | 2.8 | 23.6 |
| 1953†    | Минеаполис лејкерс | 12 | 38.6 | .366 | .732 | 15.4 | 1.9 | 19.8 |
| 1954†    | Минеаполис лејкерс | 13 | 32.6 | .458 | .813 | 13.2 | 1.9 | 19.4 |
| 1956     | Минеаполис лејкерс | 3  | 20.0 | .371 | .769 | 9.3  | 1.7 | 12.0 |
| Каријера | Каријера           | 70 | 36.6 | .404 | .786 | 13.9 | 2.2 | 24.0 |

### Функционер
После играчке каријере остао је у кошарци што као тренер што као функционер. Године 1956. био је кандидат републиканаца на изборима за Конгрес САД, али није успео да постане конгресмен. Након кратког тренерског излета, поново се враћа кошарци 1967. године. Један је од оснивача АБА лиге која је била пандам НБА лиги. Будући да је Минесота остала без кошаркашке франшизе, један је од иницијатора формирања Минесота тимбервулвса крајем осамдесетих година 20. века.

## Остало
Џорџ Мајкан се 1947. године оженио са својом девојком Патрицијом са којом је био у браку 58 година. У браку су добили четири сина и две ћерке. Умро је 1. јуна 2005. године у Аризони после дуге борбе са дијабетесом. Кошаркаш Шакил О’Нил је платио све трошкове сахране, говорећи да није било броја 99 не би било ни њега.
Његов брат Ед Мајкан је такђе играо кошарку, као и његов син Лари, који је одиграо 53 утакмица у дресу Кливленда.